# Oficina Central de Telegramas Astronómicos
La Oficina Central de Telegramas Astronómicos (en inglés, Central Bureau for Astronomical Telegrams, CBAT) es el centro internacional oficial de información relacionada con los eventos astronómicos transitorios.
La oficina recopila y distribuye información sobre cometas, satélites naturales, novas, supernovas y otros eventos astronómicos transitorios. También establece la prioridad de descubrimiento (quién recibe crédito por ello) y asigna designaciones y nombres iniciales a nuevos objetos.
En nombre de la Unión Astronómica Internacional (UAI), la oficina distribuye las circulares de la UAI. Desde la década de 1920 hasta 1992, la oficina envió telegramas en casos urgentes, aunque la mayoría de las circulares se enviaron por correo ordinario; cuando se eliminaron los telegramas, la palabra "telegrama" se mantuvo por razones históricas y continuaron como Oficina Central de Telegramas Electrónicos. Desde mediados de la década de 1980, las circulares de la UAI y las relacionadas con el Centro de Planetas Menores han estado disponibles electrónicamente.
La oficina es una organización sin ánimo de lucro, pero cobra por sus circulares de la UAI y sus telegramas electrónicos para financiar su operación continua.

## Historia
La Oficina Central fue fundada por la Sociedad Astronómica de Alemania en 1882 en la ciudad alemana de Kiel. Durante la Primera Guerra Mundial se trasladó al Observatorio Østervold en Copenhague (Dinamarca).
En 1922, la UAI hizo de la Oficina Central su Bureau Central des Télégrammes Astronomiques oficial (Oficina Central de Telegramas Astronómicos), y permaneció en Copenhague hasta 1965, cuando se trasladó al Observatorio de la Universidad de Harvard, para ser operado allí por el Observatorio Astrofísico Smithsonian.
Ha permanecido en Cambridge hasta el día de hoy. El observatorio mantuvo una oficina central en el hemisferio occidental desde 1883 hasta que la oficina de la UAI se mudó allí a finales de 1964, por lo que, lógicamente, el personal del observatorio se hizo cargo de la oficina de la UAI.